# Fria demokraternas allians
Fria demokraternas allians – Ungerns liberala parti (ungerska: Szabad Demokraták Szövetsége – a Magyar Liberális Párt, SZDSZ) var ett liberalt politiskt parti i Ungern, bildat den 13 november 1988 och upplöst den 30 oktober 2013. Partiet var medlem i Alliansen liberaler och demokrater för Europa (ALDE) och ingick också i Liberala internationalen.
Partiet har ingått i regeringar under perioden 1994-1998 ledd av premiärminister Gyula Horn och under perioden 2002–2008 ledd av premiärministrarna Péter Medgyessy och Ferenc Gyurcsány. I parlamentsvalet 2006 fick partiet 6,5 procent av rösterna. Efter både inre stridigheter och med koalitionsparten Ungerns socialistiska parti, sprack koalitionen under 2008 men fortsatte dock som stödparti utan ministerposter. Inför valet 2010 samarbetade partiet med Ungerskt demokratiskt forum (MDF) men tillsammans lyckades de endast få 2,7 procent av rösterna och nådde därmed inte upp till spärren som i Ungern ligger på 5 procent. Partiet förlorade därmed alla sina platser i Ungerns parlament. Partiet sargades av valförlusten men även av interna slitningar och korruptionsanklagelser. Partiet hade därefter marginell betydelse i Ungerns politik och upplöstes slutligen 2013.
I Europaparlamentsvalet 2004 fick partiet 7,8 procent av rösterna och två mandat. I det senaste Europaparlamentsvalet 2009 fick man dock endast 2,2 procent av rösterna och blev helt utan mandat.

## Partiordförande
- János Kis 1990–1991
- Péter Tölgyessy 1991–1992
- Iván Pető 1992–1997
- Gábor Kuncze 1997–1998
- Bálint Magyar 1998–2000
- Gábor Demszky 2000–2001
- Gábor Kuncze 2001–2007
- János Kóka 2007–2008
- Gábor Fodor 2008–2009
- Attila Retkes 2009–2010
- Viktor Szabadai 2010–2013